# Carl Robert von der Planitz
Carl (Karl) Robert Edler von der Planitz, auch Carlos Roberto Barão de Planitz (* 1806 in Eilenburg, Königreich Sachsen; † 7. Juni 1847 in Rio de Janeiro, Kaiserreich Brasilien), war ein deutsch-brasilianischer Lehrer, Zeichner, Genealoge und Heraldiker.

## Leben
Carl Robert von der Planitz war Sohn des königlich sächsischen Kapitäns a. D. Karl Gotthelf Alexander Edler von der Planitz (* 6. September 1768 in Sorga; † 27. Oktober 1813 ebenda) und dessen Ehefrau Juliane Magdalene von Bünau (* 21. Juni 1772 in Zeitz; ⚭ 19. Oktober 1801). Sein Vater war Herr auf dem Rittergut Sorga im Vogtland.

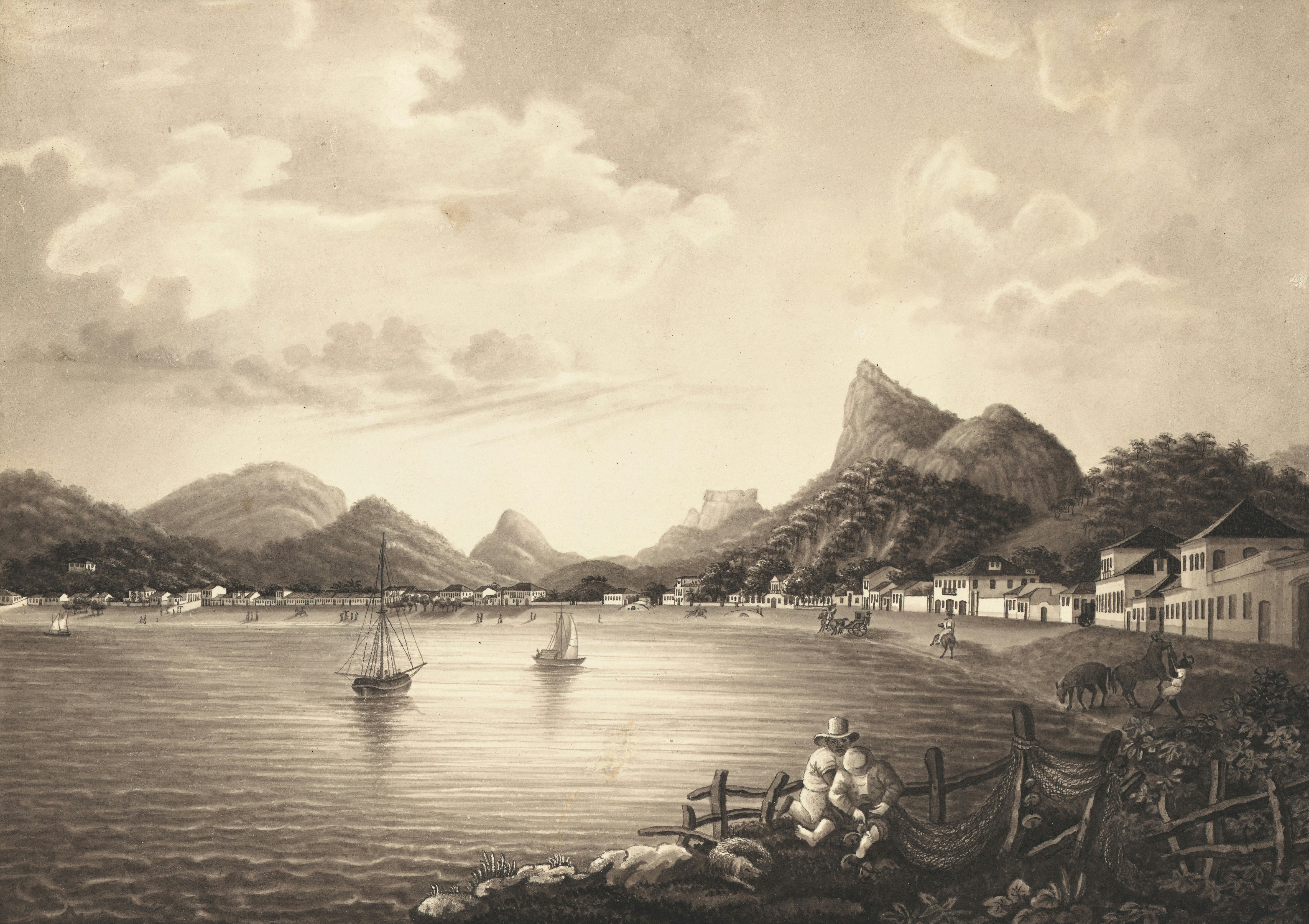
Ansicht des Strandes von Botafogo an der Guanabara-Bucht, um 1840

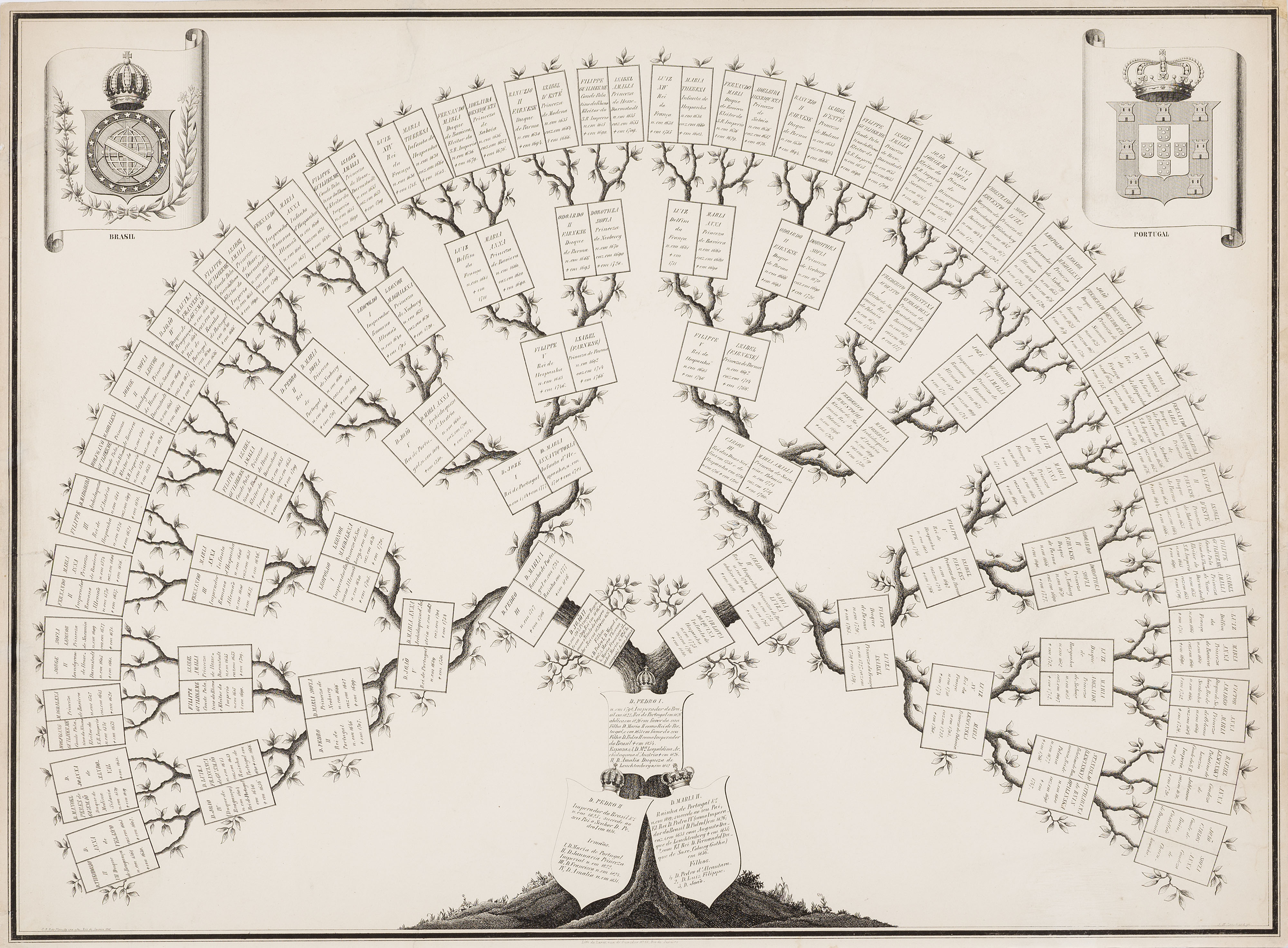
Árvore genealógica de D. Pedro I, 1842

Im Januar 1831 emigrierte Carl Robert von der Planitz auf dem Schiff Antônia nach Brasilien. Als er im Juli 1832 in das Ausländerregister eingetragen wurde, war er 26 Jahre alt und führte die Berufsbezeichnung „Zeichenlehrer“. 1842 ließ er sich unter dem Namen „Carlos Roberto de Planitz“ einbürgern.
Nach einer kurzen Tätigkeit an der Hofbibliothek von Rio de Janeiro erhielt er 1840 eine Stelle als Deutschlehrer am Colégio Pedro II, der einzigen höheren Bildungseinrichtung des Landes. Von 1842 bis 1847 unterrichtete er dort auch Geschichte und Geographie. Einer seiner Schüler war der spätere Schriftsteller Álvares de Azevedo.
Auch malte und zeichnete er Landschaften und Ansichten Rio de Janeiros. Außerdem betrieb er genealogische und heraldische Studien (Árvore genealógica ascendente e descendente de D. Pedro I, 1842) und plante die Herausgabe eines Atlas Genealógico das Augustas Casas Reinantes do Brasil e Portugal mit lithografierten Stammbaum-Tafeln. Am 1. September 1846 wurde er zum „Escrivão dos Brasões e Armas da Nobreza e Fidalguía do Império“ (Heraldiker des höheren Adels und der Edelleute des Kaiserreichs) ernannt. Seit dem 25. Januar 1842 war er Mitglied des Instituto Histórico e Geográfico Brasileiro.
1845 verlieh ihm Kaiser Peter II. die Ritterwürde des Christusordens. 1846 erhob er ihn in den Adel des Kaiserreichs Brasilien, wo er den Titel „Barão de Planitz“ (Baron von der Planitz) führte. 1847 erlag er in Rio de Janeiro dem Gelbfieber.
Von dem Maler und Zeichner Carl Robert von der Planitz sind nur wenige Werke bekannt. Hervorstechend sind seine Aquarelle für das Album Padrões dos uniformes para os corpos das diferentes Armas de se que compõe o Exército Imperial (Uniformmuster der verschiedenen Waffengattungen des Kaiserlichen Heers) sowie 12 Ansichten von Rio de Janeiro. Seine Veduten wurden von der Anstalt von Johannes Michael Speckter und Otto Speckter in Hamburg lithografiert.